# Bob Ferrier
Robert Ferrier, noto come Bob Ferrier (Sheffield, ... – ...; fl. XX secolo), è stato un calciatore inglese, di ruolo attaccante.

## Carriera
Bob Ferrier è il giocatore che ha disputato il maggior numero di partite nella massima divisione scozzese.